# The Beatles in Mono
The Beatles in Mono ist eine limitierte Boxset-Zusammenstellung der neu remasterten Monoaufnahmen der britischen Musikgruppe The Beatles. Die Box enthält die neun Monoalben, die zwischen 1963 und 1968 veröffentlicht wurden, sowie Magical Mystery Tour und das neu zusammengestellte Mono Masters-Album mit jenen Liedern, die nicht auf den regulären Monoalben enthalten sind. Alle Aufnahmen wurden remastert und in dieser Box am 9. September 2009 veröffentlicht, um die Zahlenmystik „09.09.09“ zu nutzen. Gleichzeitig erschien die Zusammenstellung Beatles Stereo Box Set, die die Stereoaufnahmen der zwölf britischen Studioalben, sowie von Magical Mystery Tour und Past Masters enthält.

## Entstehung
Das Mono Box Set wurde veröffentlicht, um zu dokumentieren, dass die gesamte Beatles-Diskografie, abgesehen von Let It Be und Abbey Road, ursprünglich zusätzlich zur Stereoversion auch in Mono veröffentlicht wurde. Beispielsweise wurde bei Sgt. Pepper’s Lonely Hearts Club Band die Monoabmischung der Lieder zusammen mit den Beatles während der Aufnahme des Albums abgemischt. Im Gegensatz dazu wurde die Stereoabmischung in sechs Tagen von George Martin, Geoff Emerick und Richard Lush abgemischt, nachdem das Album fertiggestellt wurde, während keiner der Beatles bei diesem Prozess anwesend war.

„At that time […] the console was about this big with four faders on it. And there was one speaker right in the middle […] and that was it. When they invented stereo, I remember thinking ‘Why? What do you want two speakers for?’, because it ruined the sound from our point of view. You know, we had everything coming out of one speaker; now it had to come out of two speakers. It sounded like… very… naked.“

„Damals […] war das Mischpult etwa so groß, mit vier Schiebereglern darauf. Und es gab einen Lautsprecher genau in der Mitte […] und das war’s. Als Stereo erfunden wurde, habe ich mir gedacht ‚Warum? Wozu zwei Lautsprecher?‘, weil es den Klang unserer Meinung nach ruinierte. Alles kam aus einem Lautsprecher, nun musste es aus zwei Lautsprechern kommen. Es klang … sehr … nackt.“

Eine Monoabmischung war demnach einfacher von der Band selbst zu bewerkstelligen und entsprach dem Bild der Band, wie die jeweiligen Alben klingen sollten. Hintergrund war, dass die überwiegende Anzahl der Schallplattenkäufer bis Mitte der 1960er Jahre keine Stereoanlagen besaß, sodass der Fokus auf der Abmischung der Monobänder lag.
Mit der erstmaligen legalen Veröffentlichung der Beatles-Alben im CD-Format zwischen 26. Februar und 20. Oktober 1987 entschied sich EMI, dass grundsätzlich weltweit nur noch die zwölf britischen Studioalben hergestellt werden, zusätzlich wurde das US-amerikanische Kompilationsalbum Magical Mystery Tour dem Kernkatalog der Beatles hinzugefügt.
Wie schon bei der ersten Veröffentlichung der Beatles-Alben auf CD in den Jahren 1987/1988 wurde auf jene Albenversionen zurückgegriffen, die in Großbritannien erschienen waren. Die zum Teil erheblich abweichenden US-amerikanischen Versionen blieben unberücksichtigt. Einzige Ausnahme bildet das Album Magical Mystery Tour, für die die US-amerikanische Variante genutzt wurde. Dieses Konzept wurde auch für die Box „The Beatles In Mono“ übernommen. Im Februar 1987 wurden die ersten vier Alben der Beatles auf CD ausschließlich in Mono veröffentlicht, weitere Monoversionen von Beatles-Liedern erschienen erst auf den Boxen The Capitol Albums Vol. 1 und 2 in den Jahren 2004 und 2006.
Das Remastering der Alben fand in den Abbey Road Studios durch Paul Hicks (Toningenieur für die Monoalben), Guy Massey (Toningenieur), Sean Magee (Mastering-Ingenieur für die Monoalben) und Simon Gibson (Audiorestauration) statt. Das gesamte Projekt wurde von EMI-Chef-Tontechniker Allan Rouse koordiniert.
Bei der Überarbeitung des Kompilationsalbums Mono Masters wirkten zusätzlich noch Pete Nash und Staffan Olander mit.
Der gesamte Remastering-Prozess wurde ab dem Jahr 2005 chronologisch betrieben. Neben der Reinigung der analogen Masterbänder wurde die Lautstärke angehoben, dabei wurde darauf geachtet, dass die ursprüngliche Dynamik der Aufnahmen beibehalten wurde, so wurden auch unerwünschtes Rauschen und Nebengeräusche bei nur rund fünf Minuten aller Studioaufnahmen minimiert. Bei der Übertragung der analogen Masterbänder wurde die Software Pro Tools unter Verwendung von einer 24-Bit-192-kHz-Auflösung verwendet. Nach der Übertragung erfolgte die Audiorestauration von fehlerbehafteten Bändern und abschließender Überprüfung durch Allan Rouse.
Die Box beinhaltet 185 Lieder.
Die CDs sind den originalen LP-Versionen in der Covergestaltung nachempfunden, in den CD-Papphüllen befinden sich nachgebildete Innenhüllen. Die Alben Beatles for Sale, Sgt. Pepper’s Lonely Hearts Club Band, Magical Mystery Tour und The Beatles haben, wie die britischen Originalveröffentlichungen, Klappcover. Die Alben, die ursprünglich mit Beilagen hergestellt wurden, enthalten diese auch im Miniformat, beispielsweise das sogenannte Weiße Album, das die beigelegten Bilder und das Poster beinhaltet. Die CDs wurden mit den Labeln der jeweiligen britischen LP-Erstpressungen bedruckt, die CD Magical Mystery Tour hatte ein Label von Capitol Records.
Im September 2009 wurde die Box in den USA mit Platin für eine Million verkaufte Einheiten (dabei zählt jede in der Box enthaltene CD einzeln) ausgezeichnet.

## Covergestaltung
Die CDs/DVD befinden sich in einer weißen quadratischen Kartonbox, auf deren Vorder- und Rückseite in schwarzer Schrift „The Beatles In Mono“ und der grüne Apfel des Apple-Logos abgedruckt ist (auf der Rückseite ist ein aufgeschnittener Apfel abgedruckt), auf der Längsseite steht ebenfalls in weißer Schrift „The Beatles In Mono“. Die CDs befinden sich in einem geschlossenen Schuber. Die Box enthält ein 44-seitiges bebildertes Begleitheft, das umfängliche Informationen von Kevin Howlett enthält. Das Design der Box stammt von Drew Lorimer.

## Limited Edition
Die Limited Edition wurde von amazon.com in den USA beworben und weniger als einen Monat vor Veröffentlichung wurde bekanntgegeben, dass die Limited Edition bereits ausverkauft sei. Weniger als zwei Wochen vor dem 9. September, dem Tag der Veröffentlichung der Boxsets wurde von vielen anderen Onlinehändlern bekannt gegeben, dass ihre Lagerbestände bereits ausverkauft seien.
EMI gab am 3. September 2009 bekannt, dass aufgrund der hohen Nachfrage bei den Online-Vorbestellern mehr Mono Box Sets produziert werden müssten. Diese Fassung wird limitiert bleiben, jedoch nicht auf 10.000 Exemplare, wie ursprünglich angekündigt.

## Inhalt
Die Sammlung beinhaltet 13 CDs der neu gemasterten Monoversionen aller Beatles-Alben in echtem Mono. Die originalen Versionen der Stereoalben von Help! und Rubber Soul (beide 1965 erschienen) sind der Box als Bonus den jeweiligen Alben beigefügt. Beide Alben wurden im Jahr 1986 von George Martin zur Ersterscheinung aller Alben auf CD digital neu abgemischt. Die Box enthält die neue Kompilation Mono Masters, die aus zwei CDs besteht und alle Monoabmischungen der Singles, B-Seiten und Stücke aus EPs enthält, die bisher nie auf einem der originalen Alben (der britischen Fassungen) erschienen sind.
- Please Please Me (1963)
- With The Beatles (1963)
- A Hard Day’s Night (1964)
- Beatles for Sale (1964)
- Help! (1965)
- Rubber Soul (1965)
- Revolver (1966)
- Sgt. Pepper’s Lonely Hearts Club Band (1967)
- Magical Mystery Tour (1967)
- The Beatles (1968)
- Mono Masters (1962–1970)

Die Alben Yellow Submarine, Abbey Road und Let It Be sind nicht in dieser Kompilation enthalten, da dafür keine eigenen Monoversionen mehr abgemischt wurden. Eine Monoversion von Yellow Submarine wurde in Großbritannien veröffentlicht, die jedoch nur eine heruntergemischte (Downmix) Stereoversion war und keine eigene, separate Monoversion. Eine Monoabmischung der Alben Abbey Road und Let It Be wurde auf Vinyl-LP in Brasilien und in weiteren Ländern – jedoch nur als Downmix der jeweiligen Stereoversion – veröffentlicht.
Eine DVD mit Kurzdokumentationen über die Entstehung der einzelnen neu gemasterten Alben wurde bei dieser Veröffentlichung ausgelassen und nur der Stereo Box beigefügt.
Das Album The Beatles, das in dieser Monobox enthalten ist, wurde ursprünglich in Großbritannien und in einigen anderen Ländern nur in Mono veröffentlicht. In den USA erschien es 1968 bereits nur in Stereo, da sich die Technik dort schneller durchsetze. Allerdings wurden die Monoabmischungen der Lieder Helter Skelter und Don’t Pass Me By 1980 in den USA auf der Kompilation Rarities bei Capitol Records veröffentlicht.
In Deutschland wurden nur die ersten drei Alben der Beatles auch in einer Monoversion veröffentlicht, alle anderen Alben erschienen ausschließlich in Stereo.
Mono Masters

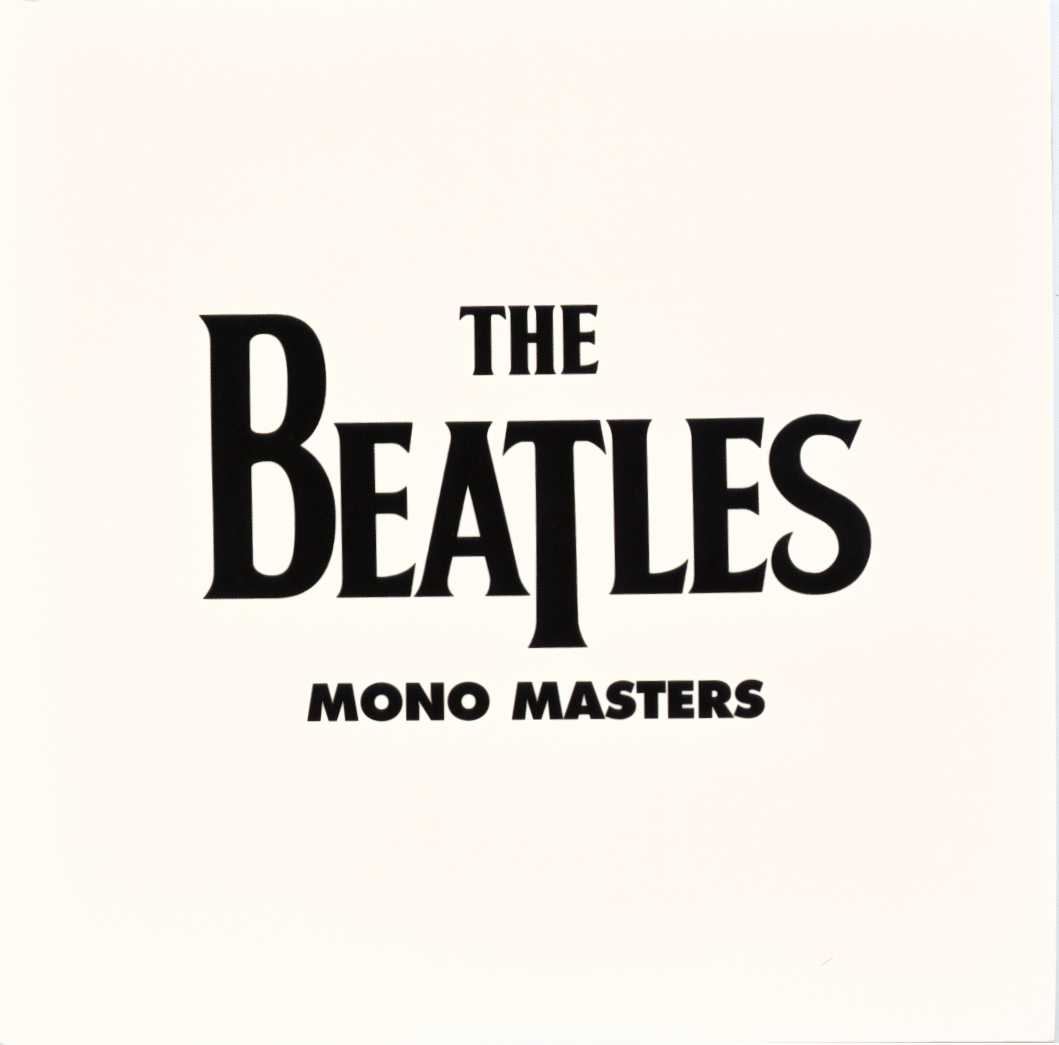
Mono Masters (2009)

Mono Masters, eine Monokompilation, wurde als Teil der Beatles in Mono beigefügt. Die Voraussetzung dieses Boxsets war, dass nur Tonmaterial enthalten ist, das als eigene Monoabmischung veröffentlicht oder so abgemischt wurde (das Set beinhaltet nicht die späteren Alben, die nur in Stereo gemischt und veröffentlicht wurden). Daraus resultierend weicht die Titelliste der Mono Masters von der derjenigen der Past Masters ab, jedoch nur auf der zweiten CD. Spätere Lieder ohne eigene Monoabmischung wurden nicht beigefügt. Dafür wurden einige Lieder, die auf Nur-Stereo-Alben veröffentlicht wurden und von denen unveröffentlichte Monoabmischungen existieren, beigefügt. Die Lieder Only a Northern Song, All Together Now, Hey Bulldog und It’s All Too Much, waren ursprünglich für eine eigene Veröffentlichung als Mono-EP vorgesehen. Eine Monoabmischung von Across the Universe wäre auch auf dieser EP enthalten gewesen, die im März 1969 für eine Veröffentlichung als 7″-EP Yellow Submarine vorgesehen war. Aufgrund schlechter Kritiken des Yellow Submarine-Albums wurde dieses Projekt einer Mono-EP aufgegeben. Demzufolge wurden die Lieder nur in Stereo veröffentlicht sowie in einem Mono-Downmix der Stereoabmischung, während die echten Monoabmischungen unveröffentlicht blieben. Get Back mit Don’t Let Me Down als B-Seite war die letzte Single, die in Mono erschien, sie wurde in Großbritannien in Mono und in den USA nur in Stereo veröffentlicht. Die Singles, die ausschließlich in Stereo veröffentlicht worden sind und für die keine Monoabmischungen angefertigt worden sind, wurden auf The Beatles in Mono ausgelassen.
Folgende spätere – ursprünglich nur in Stereo veröffentlichten – Lieder wurden der Box auf der CD 2 beigefügt:
- 09. Only a Northern Song (Harrison) – 3:26 (Monoabmischung vom April 1967, bisher unveröffentlicht)
- 10. All Together Now – 2:12 (Monoabmischung vom Mai 1967, bisher unveröffentlicht)
- 11. Hey Bulldog – 3:15 (Monoabmischung vom Februar 1968, bisher unveröffentlicht)
- 12. It’s All Too Much (Harrison) – 6:22 (Monoabmischung vom Oktober 1968, bisher unveröffentlicht)
- 15. Across the Universe (Wildlife-Version) – 3:50 (Monoabmischung von 1969, bisher unveröffentlicht)

| CD 1 1. Love Me Do – 2:25 2. From Me to You – 1:57 3. Thank You Girl – 2:04 4. She Loves You – 2:21 5. I’ll Get You – 2:06 6. I Want to Hold Your Hand – 2:26 7. This Boy – 2:16 8. Komm, Gib Mir Deine Hand – 2:26 9. Sie Liebt Dich – 2:19 10. Long Tall Sally – 2:03 11. I Call Your Name – 2:11 12. Slow Down – 2:57 13. Matchbox – 1:59 14. I Feel Fine – 2:23 15. She’s a Woman – 3:04 16. Bad Boy – 2:20 17. Yes It Is – 2:42 18. I’m Down – 2:38 | CD 2 1. Day Tripper – 2:52 2. We Can Work It Out – 2:15 3. Paperback Writer – 2:26 4. Rain – 3:01 5. Lady Madonna – 2:17 6. The Inner Light – 2:36 7. Hey Jude – 7:09 8. Revolution – 3:25 9. Only a Northern Song – 3:26 10. All Together Now – 2:11 11. Hey Bulldog – 3:14 12. It’s All Too Much – 6:28 13. Get Back – 3:11 14. Don’t Let Me Down – 3:33 15. Across the Universe – 3:50 16. You Know My Name (Look Up the Number) – 4:24 |

## Vinylversion
Am 8. September 2014 wurde The Beatles In Mono veröffentlicht, diese enthält die remasterten Mono-Vinyl-Langspielplatten und ist mit dem Inhalt der The Beatles in Mono CD-Box identisch.
Die 12″-Vinyl-Langspielplatten wiegen jeweils 180 Gramm. Die weltweit limitierte Box enthält zusätzlich ein 108-seitiges Hardcover-Buch. Für die Vinyl-Veröffentlichung wurden neue Schnitte der Alben von ihren originalen Mono-Masterbändern vom Abbey Road-Toningenieur Sean Magee in einem komplett analogen Verfahren angefertigt. Die Schallplattencover entsprechen denen der Originalveröffentlichungen.

## Abmischungen der Lieder
Einige Lieder der Monoversionen wichen in der Abmischung deutlich von den Stereoversionen ab:
- Please Please Me:

Please Please Me (anderer Gesang von John Lennon)
Misery (die Stereoversion ist etwas kürzer)
- With The Beatles:

Money (That’s What I Want) (andere Abmischung der Gitarre und des Klaviers)
Hold Me Tight (teilweise fehlender Hintergrundgesang am Ende des Liedes)
- A Hard Day’s Night:

I Should Have Known Better (andere Mundharmonika-Einleitung)
Tell Me Why (der Gesang von John Lennon wurde in der Stereoversion gedoppelt, nicht so in der Monoversion)
If I Fell (teilweise anderer Gesang von John Lennon und Paul McCartney)
- Beatles for Sale:

Words of Love (wird bei der Monoversion zehn Sekunden später ausgeblendet)
I’m a Loser, I Don’t Want to Spoil the Party (andere Abmischung der Gitarre),
I’ll Follow the Sun (Verwendung von weniger Hall)
What You’re Doing (kein Händeklatschen am Anfang)
- Help!:

Help! (enthält einen anderen Gesang von John Lennon und keine Tamburinbegleitung wie die Stereoversion)
Ticket to Ride (bei der Abmischung wurde mehr Hall verwendet)
- Rubber Soul:

What Goes On? (enthält am Ende des Liedes weniger Gitarrenspiel als die Stereoversion)
Drive My Car (die Kuhglocke ist in den Hintergrund gemischt)
Norwegian Wood (This Bird Has Flown) (das hörbare Husten nach der Zeile "to sit anywhere" wurde bei der Stereoversion entfernt)
- Revolver:

Taxman (die Kuhglocke setzt in der Monoversion früher ein)
Eleanor Rigby und For No One (bei beiden Liedern hat der Gesang mehr Dominanz)
I’m Only Sleeping (die rückwärts eingespielten Gitarrenläufe klingen anders)
Love You To (längeres Ende des Liedes)
Here, There and Everywhere (andere Abmischung des Hintergrundgesangs)
Yellow Submarine (andere Abmischung der Soundeffekte, des Hintergrundgesangs und der Gitarre)
I Want to Tell You (das Klavier wurde mehr in den Vordergrund gemischt)
Got to Get You into My Life (die Monoversion ist acht Sekunden länger und der Schlussgesang von Paul McCartney ist anders als bei der Stereoversion)
Tomorrow Never Knows (die erste Pressung der britischen Monoversion enthält eine andere Abmischung)
- Sgt. Pepper’s Lonely Hearts Club Band:

Sgt. Pepper’s Lonely Hearts Club Band (die Leadgitarre und die Publikumsgeräusche sind bei der Monoversion lauter ausgesteuert)
Lucy in the Sky with Diamonds (der Gesang klingt bei der Monoversion „psychedelischer“)
She’s Leaving Home (die Ablaufgeschwindigkeit der Monoversion ist deutlich höher)
Being for the Benefit of Mr. Kite! (die Orgelklänge sind bei der Monoversion lauter ausgesteuert)
Within You Without You (anderes Gelächter am Ende des Liedes)
Good Morning Good Morning (die Abmischung der Leadgitarre und der Tiergeräusche sind unterschiedlich)
Sgt. Pepper’s Lonely Hearts Club Band (Reprise) (am Anfang der Monoversion sind vier Extra-Schlagzeugschläge zu hören und die Publikumsgeräusche unterscheiden sich von der Stereoversion)
- Magical Mystery Tour:

Die Monoversion des Albums enthält längere Versionen der Lieder All You Need Is Love (15 Sekunden) und Baby You’re a Rich Man (neun Sekunden), hierbei wurden die Monoabmischungen der britischen Single übernommen.
- The Beatles:

Back in the USSR, Piggies und Blackbird (die drei Lieder haben andere Soundeffekte, das erste andere Flugzeuggeräusche, die beiden anderen variieren in den Tiergeräuschen)
Wild Honey Pie (unterschiedliche Lautstärke des Gesangs)
While My Guitar Gently Weeps (andere Abmischung der Leadgitarre von Eric Clapton)
Happiness Is a Warm Gun (andere Abmischung der Orgel und des Bass)
Don’t Pass Me By (die Monoversion ist in der Ablaufgeschwindigkeit deutlich schneller und das Geigensolo länger und anders)
Yer Blues (die Monoversion ist zehn Sekunden länger)
Sexy Sadie (der Bass wurde am Anfang des Liedes später eingeblendet)
Helter Skelter (die Monoversion ist 53 Sekunden kürzer und hat eine andere Instrumentierung)
Long, Long, Long (andere Abmischung der Rhythmus- und Leadgitarre)
Honey Pie (das Gitarrensolo variiert zur Stereoversion)
Savoy Truffle (anderes Gitarrenspiel)
Ob-La-Di, Ob-La-Da und Why Don’t We Do It in the Road (das Händeklatschen am Anfang des Liedes wurde bei der Monoversion weggemischt)

## Kommerzieller Erfolg

### Chartplatzierungen
Das Boxset stieg mit 12.000 verkauften Exemplaren auf Rang 40 der US-amerikanischen Billboard 200 ein. In Japan stieg das Boxset auf Rang 10 ein, mehr als 20.000 Exemplare wurden in der ersten Woche nach Charteintritt verkauft. In Deutschland stieg es erstmals am 29. November 2024 in die Charts ein und belegte dabei Rang 13.
| ChartsChartplatzierungen       | Höchstplatzierung | Wochen |
| ------------------------------ | ----------------- | ------ |
| Deutschland (GfK)              | 13 (3 Wo.)        | 3      |
| Vereinigte Staaten (Billboard) | 40 (5 Wo.)        | 5      |
| Vereinigtes Königreich (OCC)   | 57 (1 Wo.)        | 1      |

### Auszeichnungen für Musikverkäufe
| Land/Region               | Auszeichnungen für Musikverkäufe (Land/Region, Auszeichnung, Verkäufe) | Verkäufe |
| ------------------------- | ---------------------------------------------------------------------- | -------- |
| Kanada (MC)               | Platin                                                                 | 100.000  |
| Vereinigte Staaten (RIAA) | Platin                                                                 | 500.000  |
| Insgesamt                 | 2× Platin ·                                                            | 600.000  |

Hauptartikel: The Beatles/Auszeichnungen für Musikverkäufe